# Peperomia saxicola
Peperomia saxicola är en pepparväxtart som beskrevs av C. Dc.. Peperomia saxicola ingår i släktet peperomior, och familjen pepparväxter. Inga underarter finns listade i Catalogue of Life.